# Breno (siglo IV a. C.)

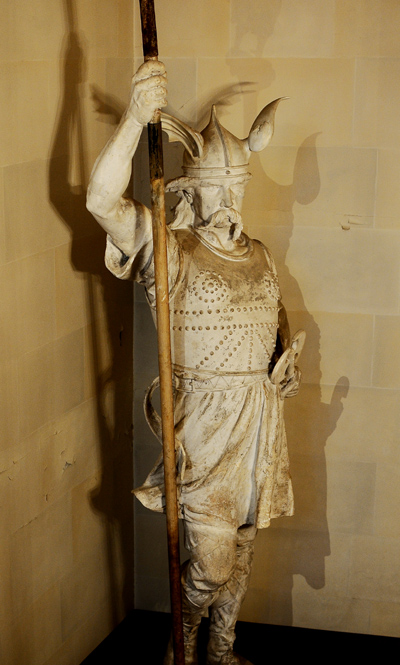
Estatua Guillot Anatole ,Museo de Sens de los Galos o Brennus.

Breno , brennus  es un nombre que se atribuye a varios líderes celtas que vivieron durante la antigüedad. El más conocido es brennus, un caudillo galo que lideró una invasión de Galia en Italia en el siglo IV a. C. fue un jefe de la tribu de los senones, un galo de la costa adriática de Italia, que en el año 387 a. C. (390 a. C. según la cronología de Varrón) dirigió en la batalla de Alia un ejército de galos de la Galia Cisalpina en un ataque contra Roma. Los senones lograron tomar la ciudad entera de Roma salvo la colina Capitolina, que resistió sus ataques. En cualquier caso, y al ver su ciudad devastada, los romanos trataron de comprar la paz a Breno pagando mil libras de oro.
Según la leyenda, durante una disputa sobre la exactitud de los pesos usados para calcular la cuantía a pagar, Breno desenvainó su espada y la puso encima de las balanzas, diciendo la famosa frase Vae Victis! («¡Ay de los vencidos!»), que ha quedado como frase hecha para indicar que los vencedores no se apiadan de los vencidos.